# Zinkit
Zinkit, auch unter der veralteten, bergmännischen Bezeichnung Rotzinkerz bekannt, ist ein selten vorkommendes Mineral aus der Mineralklasse der Oxide (und Hydroxide) mit der chemischen Formel ZnO. Es besteht aus Zink und Sauerstoff im Verhältnis 1 : 1 und ist damit chemisch gesehen Zinkoxid. Natürlich vorkommender Zinkit enthält allerdings immer auch geringe Fremdbeimengungen von Mangan (bis 9 %) und/oder Eisen, so dass seine Formel je nach Quelle auch mit (Zn,Mn)O oder (Zn,Mn2+,Fe2+)O angegeben wird.
Zinkit kristallisiert im hexagonalen Kristallsystem und entwickelt meist körnige bis massige Aggregate, bildet aber selten auch pyramidale Kristalle bis etwa 2,5 cm Größe aus, die eine gelbe bis orangerote Farbe haben und auf den Oberflächen einen fett- bis diamantähnlichen Glanz zeigen.

## Etymologie und Geschichte
Erstmals beschrieben wurde Zinkit 1845 durch Wilhelm Ritter von Haidinger. Seinen Namen erhielt das Mineral aufgrund seines hohen Zinkanteils von über 73 %.

## Klassifikation
In der veralteten 8. Auflage der Mineralsystematik nach Strunz gehörte der Zinkit zur Mineralklasse der „Oxide und Hydroxide“ und dort zur Abteilung „Verbindungen mit M2O und MO“, wo er gemeinsam mit Bromellit in der „Bromellit-Reihe“ mit der Systemnummer IV/A.03 steht.
In der zuletzt 2018 überarbeiteten Lapis-Systematik nach Stefan Weiß, die formal auf der alten Systematik von Karl Hugo Strunz in der 8. Auflage basiert, erhielt das Mineral die System- und Mineralnummer IV/A.03-020. Dies entspricht der Klasse der „Oxide und Hydroxide“ und dort der Abteilung „Oxide mit dem Stoffmengenverhältnis Metall : Sauerstoff = 1 : 1 und 2 : 1 (M2O, MO)“, wo Zinkit zusammen mit Bromellit eine unbenannte Gruppe mit der Systemnummer IV/A.03 bildet.
Die von der International Mineralogical Association (IMA) zuletzt 2009 aktualisierte 9. Auflage der Strunz’schen Mineralsystematik ordnet den Zinkit in die Klasse der „Oxide (Hydroxide, V[5,6]-Vanadate, Arsenite, Antimonite, Bismutite, Sulfite, Selenite, Tellurite, Iodate)“ und dort in die Abteilung „Metall : Sauerstoff = 2 : 1 und 1 : 1“ ein. Hier ist das Mineral in der Unterabteilung „Kation : Anion (M : O) = 1 : 1 (und bis 1 : 1,25); mit nur kleinen bis mittelgroßen Kationen“ zu finden, wo es zusammen mit Bromellit die „Zinkitgruppe“ mit der Systemnummer 4.AB.20 bildet.
In der vorwiegend im englischen Sprachraum gebräuchlichen Systematik der Minerale nach Dana hat Zinkit die System- und Mineralnummer 04.02.02.01. Das entspricht der Klasse der „Oxide und Hydroxide“ und dort der Abteilung „Oxide“. Hier findet er sich innerhalb der Unterabteilung „Einfache Oxide mit einer Kationenladung von 2+ (AO)“ in einer unbenannten Gruppe mit der Systemnummer 04.02.02, in der auch Bromellit eingeordnet ist.

## Kristallstruktur
Zinkit kristallisiert isotyp mit Wurtzit im hexagonalen Kristallsystem in der Raumgruppe P63mc (Raumgruppen-Nr. 186) mit den Gitterparametern a = 3,249 Å und c = 5,207 Å sowie zwei Formeleinheiten pro Elementarzelle.

## Eigenschaften

### Morphologie

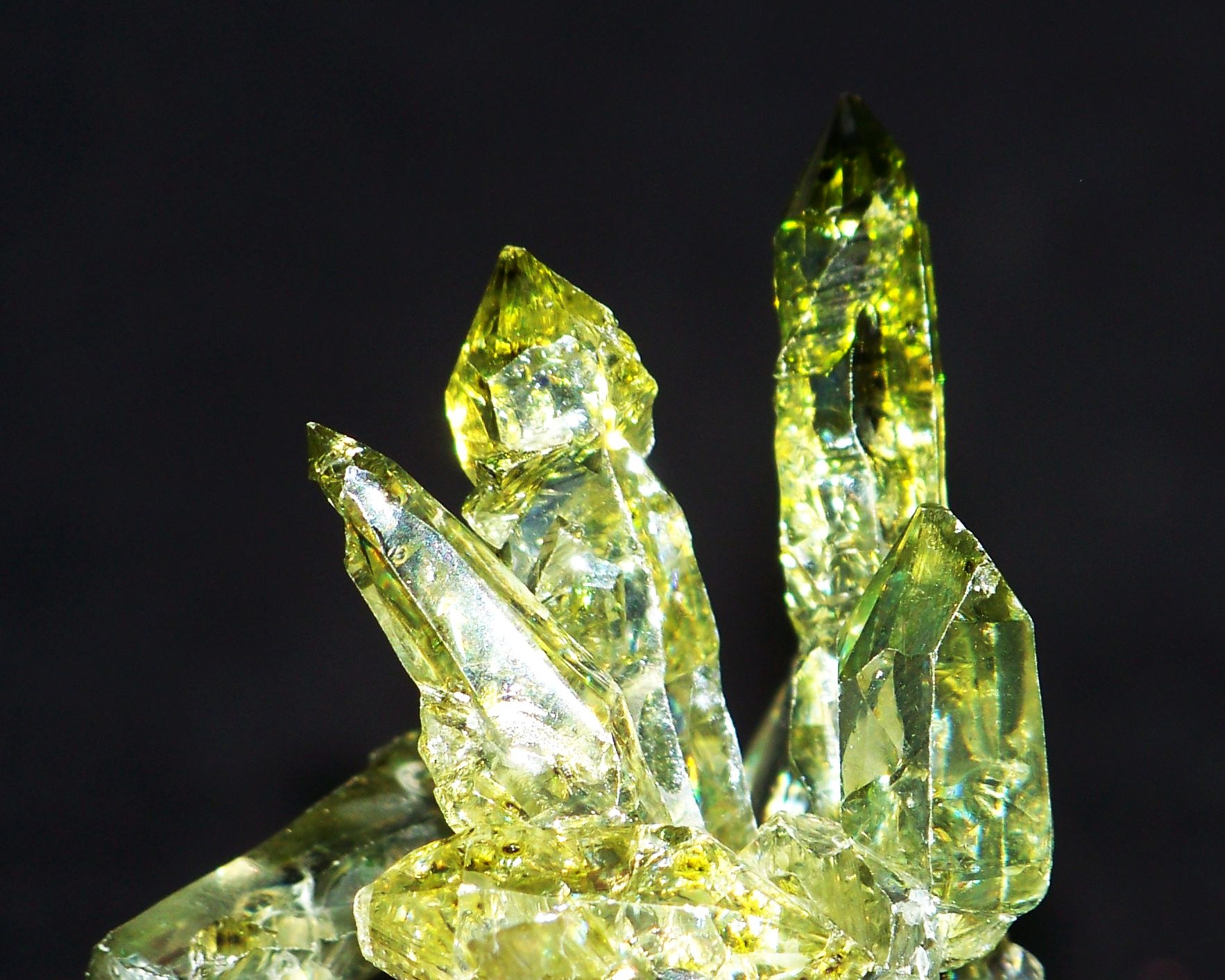
Synthetische Zinkitkristalle

Zinkit entwickelt in der Natur nur selten gut ausgebildete Kristalle mit bevorzugt wachsenden Kristallflächen (4045), (1013) und (1011). Die Kristallkörper sind hemimorph, das heißt, sie zeigen an den beiden Enden der c-Achse eine unterschiedliche Flächenentwicklung.
Synthetische Kristalle, die zuweilen als Nebenprodukt und Ofenbruch bei der Zinkproduktion anfallen, entwickeln dagegen bevorzugt die Flächen (1010), (0001), (0001), (1011) und (1013). Zudem sind sie im Gegensatz zu ihren natürlichen Vorbildern meist farblos oder grünlichgelb bis honigbraun.

### Chemische Eigenschaften
Zinkit ist in Salz-, Schwefel- und Salpetersäure löslich, jedoch nicht in Flusssäure, da sich dort das schwerlösliche Zinkfluorid bildet.

## Bildung und Fundorte
Zinkit entsteht durch die sogenannte Kontaktmetamorphose, das bedeutet durch eine Reihe von chemisch-physikalischen Prozessen, die eintreten, wenn heiße magmatische Schmelzen emporsteigen und durch die Hitzeeinwirkung eine Umwandlung der umliegenden Gesteine hervorrufen. Welche Gesteine bei diesem Prozess entstehen, hängt von der Zusammensetzung des Magmas und von der Art der betroffenen Gesteine ab.
Bisher wurde Zinkit an folgenden Fundorten aufgeschlossen: Western Australia in Australien; Lüttich (Plombières), Limburg (Dilsen-Stokkem) und Namur (Andenne) in Belgien; Oblast Chaskowo in Bulgarien; Hessen (Richelsdorf), Niedersachsen (Landkreis Goslar), Nordrhein-Westfalen (Aachen, Sauerland), Rheinland-Pfalz (Lahntal, Siegerland) und Sachsen (Erzgebirge) in Deutschland; Attika in Griechenland; Ost-Aserbaidschan im Iran; Ligurien, Lombardei, Sardinien und die Toskana in Italien; Buskerud in Norwegen; Katanga im Kongo; Gmünd in Kärnten, Annaberg (Niederösterreich) und Öblarn/Steiermark in Österreich; Ostsibirien in Russland; Dalarna in Schweden; Košice in der Slowakei; Böhmen in Tschechien; sowie Arizona, Kalifornien, Colorado, Nevada, New Jersey, New Mexico, Utah und Virginia.

## Verwendung

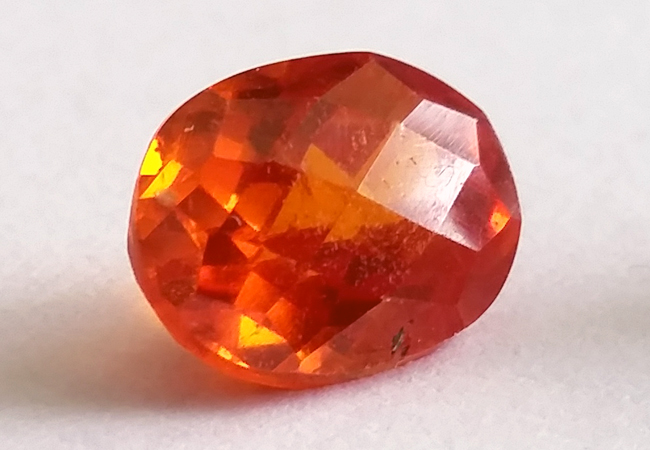
Facettierter Zinkit aus Polen, 5.26ct

Zinkit dient bei lokaler Anhäufung als Zinkerz. Besonders bekannt für ein reichliches Vorkommen an Zinkit sind die Zink- und Mangan-Minen von Sterling Hill in Ogdensburg und Mine Hill in Franklin (New Jersey). Selten werden Zinkite guter Qualität auch als Schmuckstein, vorwiegend zum Verkauf an Sammler verschliffen.